# William Henrique
William Henrique Rodrigues da Silva (* 28. Januar 1992 in Ribeirão Preto), auch  William Henrique genannt, ist ein brasilianischer Fußballspieler.

## Karriere
Das Fußballspielen erlernte William beim brasilianischen Verein Grêmio Barueri Futebol in Barueri, bei dem er 2010 auch seinen ersten Vertrag unterschrieb. 2013 wechselte er zum Botafogo Sport Club, einem Verein der in Salvador beheimatet ist. Im gleichen Jahr wechselte er zu EC Vitória, wo er jedoch umgehend wieder verliehen wurde. 2013 wurde er an Agremiação Sportiva Arapiraquense verliehen. Nach Ventforet Kofu, einem Verein in Japan, wurde er 2015 verliehen. Im Anschluss wurde er umgehend wieder an Joinville EC ausgeliehen. 2016 wechselte William zu Ceará SC. Auch hier erfolgten 2017 zwei Ausleihen. Zuerst wurde er nach Japan zu Ansan Greeners FC und anschließend zu Londrina EC verliehen. Bei Ituano FC stand er bis Juni 2018 unter Vertrag. Im Juni 2018 ging er wieder nach Asien. Hier unterschrieb er einen Vertrag beim thailändischen Erstligisten Chiangrai United, einem Verein, der im Norden des Landes, in Chiang Rai, beheimatet ist. Nach 43 Spielen und 13 Toren wechselte er 2020 zum Ligakonkurrenten PT Prachuap FC nach Prachuap. Für Prachuap stand er 20-mal in der ersten Liga auf dem Spielfeld. Im August 2021 verließ er Thailand und wechselte nach Katar. Hier schloss er sich dem in der zweiten Liga spielenden al-Shahania SC aus asch-Schahaniyya an. Ende August 2021 wurde der Vertrag wieder aufgelöst. Zur Rückrunde 2021/22 kehrte er nach Thailand zurück. Hier unterschrieb er einen Vertrag beim Erstligisten Suphanburi FC. Am Ende der Saison 2021/22 belegte er mit dem Verein aus Suphanburi den 16. Tabellenplatz und musste somit in die zweite Liga absteigen. Nach dem Abstieg wurde sein Vertrag aufgelöst. Den Rest des Jahres war er vertrags- und vereinslos. Im Januar 2023 ging er nach Vietnam, wo er einen Vertrag beim Erstligisten Hà Nội FC unterschrieb. Nach sieben Erstligaspielen wurde sein Vertrag im Sommer 2023 aufgelöst. Nach kurzer Vereinslosigkeit nahm ihn im Januar 2024 in Brasilien der Clube Náutico Marcílio Dias aus Itajaí unter Vertrag. Hier kam er jedoch nicht zum Einsatz. Im Juni 2024 kehrte er nach Thailand zurück. Hier verpflichtete ihn der Drittligist Muangtrang United FC. Mit dem Verein aus Trang spielte er achtmal in der Southern Region der Liga. Nach der Hinrunde wechselte er im Dezember 2024 in die North/Eastern Region. Hier schloss er sich dem in der Provinz Roi Et beheimateten Roi Et PB United FC an.

## Erfolge
Chiangrai United
- Thailändischer Pokalsieger: 2018
- Thailändischer Ligapokalsieger: 2018
- Thailändischer Meister: 2019